# Henry Duarte
Henry Froilán Duarte Molina (Liberia, 5 de octubre de 1958) es un director técnico costarricense. Actualmente es el entrenador de Santa Cruz PFA de la Segunda División de Costa Rica.

## Trayectoria
Su debut como entrenador se dio en 1987 (cuando asumió el mando de la Universidad de Costa Rica). Luego pasó a Cartaginés, y tras un año y medio de dirigirlo, fue contratado por la Federación Costarricense de Fútbol para que se encargara de las selecciones infantiles y juveniles de Costa Rica. En Guatemala dirigió a Deportivo Zacapa y Cobán Imperial.

### Selección de Nicaragua
El 28 de diciembre de 2014 se dio a conocer que la Federación Nicaragüense de Fútbol designó a Duarte como seleccionador para las eliminatorias rumbo a Rusia 2018. Debutó en el banquillo 'pinolero' el 23 de marzo de 2015, en un partido eliminatorio frente a Anguila, en Managua. El mismo terminó con goleada 5-0 a favor de sus dirigidos. Seis días después, él y su equipo viajaron a Anguila para encarar el partido de vuelta de esa llave. En el país caribeño, Nicaragua se impuso por tres goles a cero (los goleadores de aquel histórico partido fueron Juan Barrera al 45' y Raúl Leguías al 21' y al 67').

## Clubes
| Club                                     | País       | Año         |
| ---------------------------------------- | ---------- | ----------- |
| Universidad de Costa Rica                | Costa Rica | 1987 - 1988 |
| Club Sport Cartaginés                    | Costa Rica | 1989 - 1990 |
| Selección de fútbol sub-17 de Costa Rica | Costa Rica | 1991 - 1992 |
| Selección de fútbol sub-20 de Costa Rica | Costa Rica | 1993 - 1994 |
| Limón Fútbol Club                        | Costa Rica | 1994 - 1995 |
| Puntarenas Fútbol Club                   | Costa Rica | 1995 - 1996 |
| Municipal Pérez Zeledón                  | Costa Rica | 1996 - 1997 |
| Club Sport Herediano                     | Costa Rica | 1997 - 1998 |
| Municipal Pérez Zeledón                  | Costa Rica | 1998 - 1999 |
| Universidad de Costa Rica                | Costa Rica | 2000        |
| Deportivo Zacapa                         | Guatemala  | 2000 - 2001 |
| Asociación Deportiva San Carlos          | Costa Rica | 2002 - 2003 |
| Cobán Imperial                           | Guatemala  | 2003 - 2004 |
| Municipal Liberia                        | Costa Rica | 2004 - 2005 |
| Universidad de Costa Rica                | Costa Rica | 2005 - 2006 |
| Asociación Deportiva Carmelita           | Costa Rica | 2006 - 2007 |
| Santos de Guápiles                       | Costa Rica | 2010 - 2011 |
| Selección de Nicaragua                   | Nicaragua  | 2014 - 2020 |
| Marineros de Puntarenas                  | Costa Rica | 2020 - 2023 |
| Santa Cruz PFA                           | Costa Rica | 2025 - Act. |